# Edmílson Matias
Edmílson Matias (sinh ngày 26 tháng 3 năm 1974) là một cầu thủ bóng đá người Brasil.

## Sự nghiệp câu lạc bộ
Edmílson Matias đã từng chơi cho Kyoto Purple Sanga và Yokohama F. Marinos.

## Thống kê câu lạc bộ

### J.League
| Đội                 | Năm       | J.League | J.League | J.League Cup | J.League Cup | Tổng cộng | Tổng cộng |
| Đội                 | Năm       | Trận     | Bàn      | Trận         | Bàn          | Trận      | Bàn       |
| ------------------- | --------- | -------- | -------- | ------------ | ------------ | --------- | --------- |
| Kyoto Purple Sanga  | 1996      | 13       | 4        | 0            | 0            | 13        | 4         |
| Kyoto Purple Sanga  | 1997      | 0        | 0        | 0            | 0            | 0         | 0         |
| Kyoto Purple Sanga  | 1998      | 31       | 12       | 4            | 1            | 35        | 13        |
| Yokohama F. Marinos | 2000      | 23       | 7        | 5            | 1            | 28        | 8         |
| Tổng cộng           | Tổng cộng | 67       | 23       | 9            | 2            | 76        | 25        |